# 朝鲜民主主义人民共和国武装力量最高司令官
朝鮮民主主義人民共和國武装力量最高司令官（朝鲜语：／），前稱「朝鮮人民軍最高司令官」（朝鲜语：／），是以朝鮮人民軍為主力的朝鮮民主主義人民共和國武裝力量最高指揮官。

## 历史

### 设立前的人民军指挥体系
1948年2月8日，朝鲜人民军正规部队在苏联帮助下整编完毕，崔庸健担任人民军总司令。直到朝鲜战争在1950年6月爆发，崔庸健一直担任人民军总司令的职务。
1948年9月9日朝鲜民主主义人民共和国成立，1948年朝鲜第一部宪法没有规定最高统帅，只是规定内阁（意为“与朝鲜人民军编制相关的指导和朝鲜人民军高级将官的任免”，朝鲜1948年宪法第55条第11项，当时宪法是漢諺並書形式）。1948年朝鲜宪法规定内阁设立民族保卫省，相当于后来的朝鲜人民武装力量部（国防部）。（见1948年朝鲜宪法第五十八條：，意为“内阁由下列成员构成”）

### 正式设立
1950年6月朝鲜战争爆发后，朝鲜劳动党中央委员会委员长金日成出任新成立的朝鲜劳动党中央军事委员会委员长，开始直接掌握军队。而人民軍最高司令官於1950年7月4日根据朝鲜最高人民会议常设委员会政令設立，首任司令官由金日成兼任。金正日在1991年12月24日朝鲜劳动党第六届十九中全会上接過他父親的司令官職務。
2011年12月17日，朝鲜最高领导人金正日去世。2011年12月30日，朝鲜劳动党中央政治局2011年12月会议决定，推举朝鲜劳动党中央军事委员会副委员长金正恩为朝鲜人民军最高司令官。2019年4月15日，朝鮮人民軍最高司令官更名為朝鮮民主主義人民共和國武装力量最高司令官。

## 职权
- 宣布人民军、工农赤卫軍、青年赤卫軍进入战时、准战时状态；
- 通过人民军最高司令部指挥朝鲜的武装力量；
- 任免人民军和其他武装力量的重要干部；
- 授予將軍級以下的军衔（元帥級由劳动党中央军事委员会和国务委员会授予）。

## 历任最高司令官
| 任次 | 肖像 | 姓名   | 就任日期       | 卸任日期       | 政党       | 备注     |
| ---- | ---- | ------ | -------------- | -------------- | ---------- | -------- |
| 1    |      | 金日成 | 1950年7月4日   | 1991年12月24日 | 朝鲜劳动党 |          |
| 2    |      | 金正日 | 1991年12月24日 | 2011年12月17日 | 朝鲜劳动党 | 任內病逝 |
| 3    |      | 金正恩 | 2011年12月30日 | 现任           | 朝鲜劳动党 |          |